# Phytoseius guianensis
Phytoseius guianensis är en spindeldjursart som beskrevs av De Leon 1965c. Phytoseius guianensis ingår i släktet Phytoseius och familjen Phytoseiidae. Inga underarter finns listade i Catalogue of Life.